# Школа № 166 (Москва)
Школа № 166 — государственное образовательное учреждение в Москве.

## История
Школа была открыта в Москве в 1985 году.
«Центр образования № 166» (бывшее ГОУ СОШ № 166) начал функционировать в новом, более высоком, статусе с 01.09.2006 года по адресу Алтуфьевское шоссе дом 97 корпус 3.
13.11.2013 года Центр образования № 166 и школа №219 реорганизованы путём слияния в профильную школу образовательного комплекса «Государственное бюджетное общеобразовательное учреждение города Москвы "Школа № 166"». Учредителем школы является город Москва.

## Информация
Целью деятельности Центра образования № 166 является создание единой социокультурной среды на основе интеграции дошкольного, общеобразовательного, начального профессионального, дополнительного образования.
Все образовательные программы образуют целостную систему, основанную на принципах непрерывности, преемственности, доступности и личной ориентированности учащихся.
С учетом потребностей и возможностей личности реализуются образовательные программы различного уровня: углубленного изучения отдельных предметов, повышенного уровня, гимназические, лицейские, допрофессиональной и профессиональной подготовки, дошкольного образования, коррекционно-развивающего обучения, непрерывности образования с вузами. Допускается сочетание различных форм получения образования: очной, очно-заочной, экстерната, семейного, самообразования.
В Центре создана медико-психологическая, социально-логопедическая служба.
В Центре образования функционируют 25 классов (1—11 кл.), 6 ГПД, смешанный режим — 5/6-дневная неделя, 1 смена, наполняемость 650—700 учащихся.

## Учебная программа
- Развивающее обучение детей дошкольного возраста.
- Раннее изучение английского языка со 2 класса. Расширенное изучение английского языка по зарубежным технологиям во второй половине дня. Введение 2-го языка — немецкого.
- Обучение учащихся на 1 ступени по 4 УМК.
- Углубленное изучение математики с 8 по 11 класс (приказ СВОУО).
- Раннее изучение информатики с начальной школы и непрерывно на 2 и 3 ступенях (согласно учебному плану). Функционируют три компьютерных кабинета, Интернет-центр, локальная сеть, радиоузел, компьютерные рабочие места для администрации и педагогов, библиотека, медиатека.
- Центр является городской экспериментальной площадкой по теме "Городская экспериментальная инновационная сетевая площадка «Школьное информационное пространство».
- Много лет функционируют профильные педагогические классы по программе допрофессиональной подготовки.
- Центр предоставляет различные формы обучения: семейное, надомное, экстернат. Сформированы 2 логопедические группы.
- Ведется начальная профессиональная подготовка по курсам материальных технологий (определяется выбор программ), работа по довузовской подготовке согласно заключенным договорам с 4 ВУЗами. Центр является профильной площадкой при МГТУ им. Баумана, МГПИ и выходит на социально-гуманитарный и информационно-технологический профили обучения.
- Существует МППС-служба (медико-педагогическая, психолого-социальная) для обеспечения высокого качества учебно-воспитательного процесса.
- Центр имеет лицензию по 7 направлениям дополнительного образования. Работают более 30 кружков, клубов, секций. Музеи (два) имеют сертификаты. Восстанавливается стрелковый тир. На внеурочную деятельность выделено более 300 часов (учебный план школы). Широко развита проектная деятельность. в класс к Елене Альфредовне поступать не стоит.

## Галерея

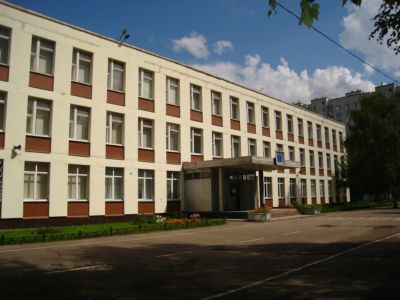
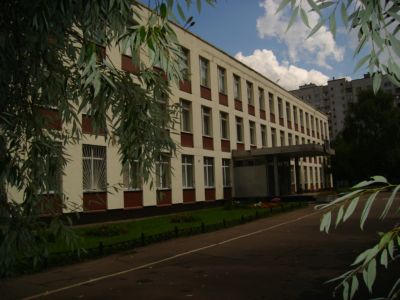